# Ivone Chinello
Ivone Chinello, detto "Cesco" (Venezia, 18 gennaio 1925 – Venezia, 28 gennaio 2008), è stato un partigiano, politico e storico italiano.
Deputato e senatore del PCI.

## Biografia

### Partigiano
Durante la Resistenza, con il nome di battaglia "Cesco" aderì al PCI, subì un arresto e un periodo di detenzione nel carcere di S. Maria Maggiore a Venezia. Il 12 marzo 1945 fu uno dei 18 membri del gruppo della brigata «Francesco Biancotto» guidati da Giuseppe Turcato (detto "Marco") che irruppe nel teatro Goldoni gremito di tedeschi e fascisti durante una rappresentazione di Pirandello.

### Politico
Fu segretario della Federazione di Venezia del PCI negli anni sessanta.
Nel 1968 fu eletto nelle liste del PCI prima deputato nella V legislatura e nel 1972 senatore nella VI legislatura .

### Storico
Fu un eminente storico dello sviluppo di Porto Marghera. Di seguito sono indicati alcuni testi. Scrisse nell'arco di un cinquantennio di attività innumerevoli articoli per le principali riviste e giornali politici.

## Opere
- (a cura di Giulia Albanese e Marco Borghi), La mia “educazione sentimentale”. Autobiografia resistenziale (pag. 21-93) in Nella resistenza. Vecchi e giovani a Venezia sessant'anni dopo, Nuova dimensione editrice – IVESER, 2004
- Sindacato, PCI, movimenti negli anni sessanta, Porto Marghera 1955-1970 (2 volumi), FrancoAngeli, Milano, 1996
- Venezia - Porto Marghera 1902-1926. Alle origini del problema di Venezia, Marsilio Editore, 1979
- Storia di uno sviluppo capitalistico. Porto Marghera e Venezia 1951 - 1973, Editori Riuniti Roma, 1975